# James L. Clark

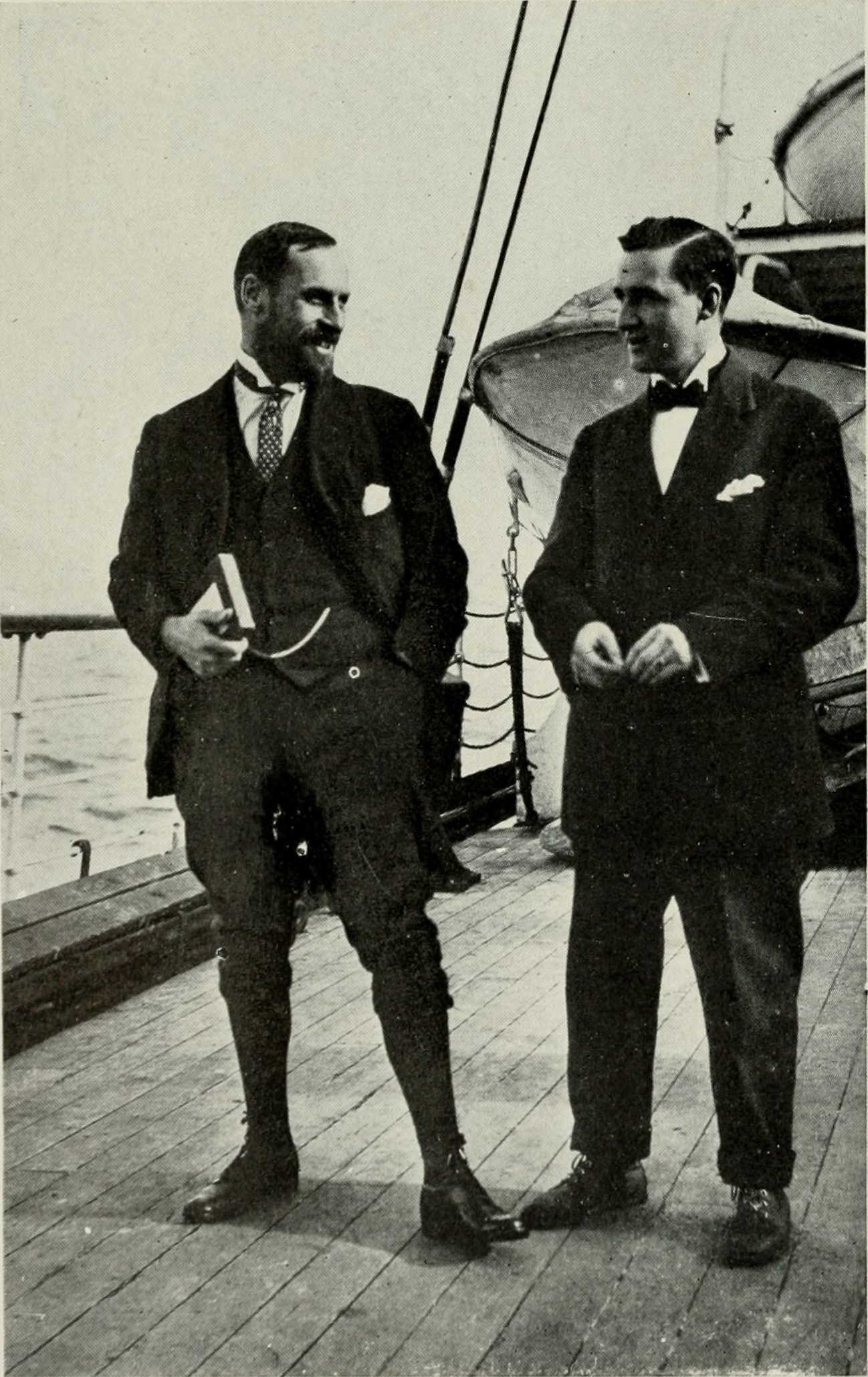
Arthur Radclyffe Dugmore (links) und James L. Clark (rechts) auf dem Weg nach Afrika

James Lippitt Clark (* 18. November 1883 in Providence, Rhode Island; † 16. März 1969 in New York City, New York) war ein US-amerikanischer Präparator, Fotograf, Bildhauer und Forscher.

## Leben
Clark absolvierte nach seinem Studium an der Rhode Island School of Design eine Lehre in der Gorham Silver Company.
1902 erhielt Clark von Harmon C. Bumpus, dem damaligen Direktor des American Museum of Natural History, eine Anstellung. Unter der Leitung von John Rowley fertigte Clark zoologische Skizzen im Central Park Zoo sowie im Bronx Zoo an. Bumpus plante, am American Museum of Natural History (AMNH) ein Team zusammenzustellen, das in der Lage war, authentische und naturgetreue Darstellungen zu erzeugen, ähnlich den Arbeiten von Carl Ethan Akeley, der von 1896 bis 1909 als Chefpräparator am Field Museum of Natural History tätig war. Akeley wurde überzeugt, Clark als Mentor zu fördern, was zu einer lebenslangen Freundschaft und beruflichen Zusammenarbeit zwischen den beiden führte.
Sie zeigten eine tiefe Affinität zur Natur, Kunst sowie zum mechanischen Handwerk. Nach zwei Monaten am Field Museum kehrte Clark in das American Museum of Natural History (AMNH) zurück und hielt kontinuierlichen Kontakt zu Akeley. Er adaptierte Akeleys innovative Methode der Taxidermie, die das Modellieren von Tierkörpern, die Herstellung von Gliedermodellen sowie das Anbringen von Tierhäuten umfasste.
1908 unternahm Clark gemeinsam mit Arthur Radclyffe Dugmore eine Reise nach Afrika, um Fotografien für das Magazin Collier’s Weekly anzufertigen. Während dieser Expedition produzierte Clark einen der ersten Filme, der die Tierwelt Afrikas dokumentierte. Zudem brachte er zoologische Exemplare für Jäger wie Theodore Roosevelt sowie für US-amerikanische Museen mit. Clark reiste häufig nach Afrika, darunter einige Jahre in Begleitung von Akeley, und unternahm auch Exkursionen nach Asien, um zoologische Proben zu sammeln. Er war Mitglied in der National Sculpture Society, der New York Zoological Society und der American Geographical Society.
Nach dem frühen Tod von Carl Akeley im Jahr 1926 übernahm Clark die Leitung der AMNH-Projekte, darunter der Bau der Diorama-Hallen, der Vernay-Halle für Asien, der Akeley-Halle für Afrika sowie der Hallen für Vögel der Welt und Meeresleben. Zudem war er Co-Direktor der Morden-Clark-Asienexpedition.
Clark war ein renommierter Präparator, der maßgeblich für einige der herausragenden Exponate in New York verantwortlich war. Darüber hinaus war er auch Bildhauer und fertigte bedeutende Studien von Wildtieren an.
Clark veröffentlichte auch einige Bücher, darunter Trails of the Hunted (1929), The Great Arc of the Wild Sheep (1963) und Good Hunting: Fifty Years of Collecting and Preparing Habitat Groups for the American Museum (1966).